# کلاید کوک (بازیگر)
کلاید کوک (انگلیسی: Clyde Cook؛ ‏ ۱۶ دسامبر ۱۸۹۱ – ۱۳ اوت ۱۹۸۴) بازیگر و کمدین اهل کشور ایالات متحده آمریکا با اصالت استرالیایی بود.
از فیلم‌هایی که وی در آن نقش داشته است، می‌توان به جمع اضداد محال است، رام‌کنندگان زن، دیک تورپین، آیا لازم است ملوانان ازدواج کنند؟، پرواز شناسایی، کار دنیا به کجا رسیده؟، رام کردن زن سرکش، داناوانز ریف، پسر قوی، باباهای سرگردان و حکم اشاره کرد.